# Burnmoor Tarn
Der Burnmoor Tarn ist ein See im Lake District, Cumbria, England.
Der Bunrmoor Tarn liegt südlich des Sca Fell und östlich des Wast Water. Der See hat zwei unbenannte Zuflüsse an seiner nordwestlichen Ecke und seinem nördlichen Ende. Der Whillan Beck bildet seinen Abfluss an seiner nordöstlichen Ecke.